# Kim Wozencraft
Kim Wozencraft, née le 4 décembre 1954 à Dallas, aux États-Unis, est une femme de lettres américaine, auteure de roman à suspense.

## Biographie
Elle détient une maîtrise de l'université Columbia.

## Œuvre

### Romans
- Rush (1990) Publié en français sous le titre Rush, Éditions Fixot (1990)  (ISBN 2-87645-086-0), réédition France Loisirs (1991)  (ISBN 2-7242-6370-7) sous-titré Une femme-flic déchue par la drogue, réédition Pocket no 3569 (1992)  (ISBN 2-266-04257-2)
- Notes from the Country Club (1993)
- The Catch (1998) Publié en français sous le titre Entre deux feux, Paris, Payot & Rivages, coll. « Payot suspense » (2001)  (ISBN 2-228-89471-0)
- Slam (1998)
- Wanted (2004) Publié en français sous le titre En cavale, Paris, France Loisirs (2008)  (ISBN 978-2-298-01688-8), réédition, Éditions de l'Archipel (2009)  (ISBN 978-2-8098-0182-8), réédition Éditions de l'Archipel, coll. « Archipoche » no 140 (2010)  (ISBN 978-2-35287-171-2)
- The Devil's Backbone (2006) Publié en français sous le titre Blessure ouverte, Éditions de l'Archipel (2010)  (ISBN 978-2-8098-0347-1)

### Adaptations au cinéma
- 1991 : Rush, film américain réalisé par Lili Zanuck, adaptation du roman éponyme